# Ivan Tomislav Međugorac
Ivan Tomislav Međugorac (Vinište, 28. rujna 1928. – Kreševo, 14. studenog 2012.) bio je hrvatski katolički svećenik iz reda franjevaca, biolog i biokemičar.

## Životopis
Rođen je 28. rujna 1928. u Viništu u blizini Žepča. Teologiju je studirao u Sarajevu te biologiju i kemiju u Sarajevu i Beogradu. Za svećenika je zaređen 1952. godine.
Godine 1963. odlazi u Frankfurt, gdje 1966. postiže doktorat iz biologije i biokemije. Nakon umirovljenja boravio je u franjevačkom samostanu u Kreševu.

## Djela
- „Sjećanja jednoga bosanskog fratra na ratne godine 1941. – 1945.” (2009.)[1]

### Članci
- Tomić, Marija. 2012. Ivan Tomislav MEĐUGORAC, Sjećanja jednoga bosanskog fratra na ratne godine 1941. – 1945., vlastita naklada, II. dopunjeno izdanje, Kreševo – Zagreb, 2009., 187 str. Časopis za suvremenu povijest. Hrvatski institut za povijest. Zagreb. 44 (3): 803–805